# Verona (Illinois)
Verona – wieś w Stanach Zjednoczonych, w stanie Illinois, w hrabstwie Grundy. Zgodnie ze spisem statystycznym z 2000 roku, miasto liczyło 251 mieszkańców.